# Essex (Nowy Jork)
Essex – miasto w Stanach Zjednoczonych, w stanie Nowy Jork, w hrabstwie Essex.